# Бокій (герб)
Бокій (Бокей, Топор відмінний II, пол. Bokij, Bokiej, Bokiiw, Topór odmienny II) — польський шляхетський герб. Історик Юзеф Шиманський вважав його різновидом (відміною) герба Топор.

## Опис
У червоному полі розміщена обернена вістрям вправо срібна сокира, поверх якої  золотий кавалерський хрест. У клейноді п'ять страусових пір'їн. Намет червоний, підбитий сріблом. 
В джерелах існують розбіжності щодо напрямку сокири, яка в різні часи була обернена то вправо, то вліво.

## Історія

### Найстаріші згадки
Герб згадується перший раз в XVI ст. Його подають в Гнізді чесноти і Гербах рицарства польського Бартоша Папроцького, Хроніці Мартина Бєльського та Orbis Polonus Шимона Окольського. Бєльський називає його гербом власним родини Боських, Папроцький Топором відмінним, варіантом гербу Топор. Назва Бокій з'являється вперше в XVII ст. й пов'язана з одним із найвпливовіших шляхетських родів Волині — Бокіями. Збереглась печатка з цим гербом, що належала Гаврилові Бокію, судді луцькому (1569). 
Граф Юліуш Кароль Островський вказує, що Бокій є одним із найстаріших руських гербів.

### Еволюція візерунку
Джерела XVI ст. подають герб з сокирою, оберненою вправо. Його забарвлення залишалось стабільним від XVI ст. Нетиповим є зображення на печатці Гаврила Бокія де топорище (держак сокири) є перехрещеним. 
Перший раз зміна напрямку сокири з'являється в XVII ст. Повернутою вліво описує герб Бокій Клейноти...' Александра Яна Горчина (1630, без кольорів і клейноду). Orbis Poloni Шимона Окольського (1641) та Збірник гербів... Вацлава Потоцького (1696) зображують сокиру зверненою вправо, описали також кольори і клейнод. Ще одним джерелом, в якому сокира повернена вліво є гербовник Антонія Сваха (1705). Напрямок сокири вправо в своїй праці подає Каспер Несецький. 
Відомий російський геральдист XIX ст. Олександр Лакієр в своїй Геральдиці російській (1854) також був тієї думки, що сокира в гербі має бути звернена вправо. Натомість граф Юліуш Кароль Островський, автор Книги гербової родів польських (1897-1906) вказує, що герб повинен мати сокиру направлену вліво, стверджуючи, що напрямок сокири вправо є помилкою Несецького. Думку Островського підтримав Станіслав Хжонський в Таблицях відмін гербових. Проте Збіґнєв Лещиць в Гербах шляхти польської (1908) знову вказує зображення сокири вправо. 
Сучасні дослідження, як от Гербовник польський від середньовіччя до XX століття Тадеуша Гайля та Гербовник родовий Альфреда Знамеровського, через розбіжності в історичних джерелах, не зайняли спільної позиції стосовно зображення герба — Гайль подає сокиру повернену вліво, Знамеровський натомість вправо. Підтримав останнього Юзеф Шиманський.

### Легенда гербова
Каспер Несецький підтримав тезу про руське походження гербу, подаючи легенду про руського лицаря, який переміг ворога сокирою:
В таборі руських князів був один воїн (лицар), що вийшов битися на герць з язичником, під час якого він втратив зброю: тим часом язичник, втішившись цим дуже, швидко наблизився до нього: не маючи чим битись мужній лицар взяв сокиру, якою зумів скинути свого супротивника з коня та позбавити життя. Це вразило руського князя так, що він в нагороду такої відваги, до сокири хреста додавши, йому та нащадкам його за герб надав.

## Гербові роди
Тадеуш Гайль подає наступні прізвища родин, що користувались цим гербом:
Ако (Ako), Бовґвіл (Bowgwił), Бовкевич (Bowkiewicz), Боквич (Bokwicz), Бокей (Bokiej), Бокій (Bokij), Болтуць (Bołtuć), Кобровський (Kobrowski), Колиський (Kołyski), Коліський (Koliski), Кулиський (Kułyski), Куліський (Kuliski), Пенхежовський (Pęcherzowski), Печифостський (Pieczyfostski), Печихойський (Pieczychojski, Pieczyhojski).  